# Vallée de la Tretterbaach et affluents de la frontière à Asselborn
Vallée de la Tretterbaach et affluents de la frontière à Asselborn este o arie protejată (arie de protecție specială avifaunistică — SPA) din Luxemburg întinsă pe o suprafață de 3.146,15 ha, integral pe uscat.

## Localizare
Centrul sitului Vallée de la Tretterbaach et affluents de la frontière à Asselborn este situat la coordonatele 50°05′07″N 5°54′32″E / 50.0853°N 5.9089°E.

## Înființare
Situl Vallée de la Tretterbaach et affluents de la frontière à Asselborn a fost declarat arie de protecție specială avifaunistică în ianuarie 2004 pentru a proteja 46 de specii de animale.

## Biodiversitate
Situată în ecoregiunea continentală, aria protejată conține 7 habitate naturale: Formațiuni ierboase bogate în specii de Nardus, dezvoltate pe substraturi silicioase în zone montane (și în zone submontane, în Europa continentală), Pajiști cu Molinia pe soluri calcaroase, turboase sau argilos-nămoloase (Molinion caeruleae), Fânețe de joasă altitudine (Alopecurus pratensis, Sanguisorba officinalis), Mlaștini turboase de tranziție și turbării mișcătoare, Păduri de fag Luzulo-Fagetum, Mlaștini împădurite, Păduri aluvionare cu Alnus glutinosa și Fraxinus excelsior (Alno-Padion, Alnion incanae, Salicion albae).
La baza desemnării sitului se află mai multe specii protejate:
- păsări (41): uliu porumbar (Accipiter gentilis), lăcar-de-mlaștină (Acrocephalus palustris), lăcar-de-lac (Acrocephalus scirpaceus), minunița (Aegolius funereus), ciocârlie-de-câmp (Alauda arvensis), pescăruș albastru (Alcedo atthis), rață cârâitoare (Anas querquedula), fâsă de luncă (Anthus pratensis), stârc cenușiu (Ardea cinerea), ciuf de câmp (Asio flammeus), cucuvea (Athene noctua),  prundaș gulerat mic (Charadrius dubius), barză neagră (Ciconia nigra), erete de stuf (Circus aeruginosus), erete vânăt (Circus cyaneus), erete cenușiu (Circus pygargus), corb (Corvus corax), prepeliță (Coturnix coturnix), egretă albă (Egretta alba), presură de stuf (Emberiza schoeniclus), șoimul rândunelelor (Falco subbuteo), lișiță (Fulica atra), becațină comună (Gallinago gallinago), sfrâncioc roșiatic (Lanius collurio), sfrâncioc mare (Lanius excubitor), gaia neagră (Milvus migrans), gaia roșie (Milvus milvus), codobatura galbenă (Motacilla flava), potârniche (Perdix perdix), viespar (Pernis apivorus), bătăuș (Philomachus pugnax), ploier auriu (Pluvialis apricaria), corcodel mare (Podiceps cristatus), cristei de baltă (Rallus aquaticus), lăstun de mal (Riparia riparia), mărăcinar (Saxicola rubetra), turturică (Streptopelia turtur), corcodel mic (Tachybaptus ruficollis), fluierar de mlaștină (Tringa glareola), fluierarul cu picioare roșii (Tringa totanus), nagâț (Vanellus vanellus)
- amfibieni (1): triton cu creastă (Triturus cristatus)
- mamifere (1): liliac comun (Myotis myotis)
- nevertebrate (1): Lycaena helle
- pești (2): zglăvoacă (Cottus gobio), cicar (Lampetra planeri)

Pe lângă speciile protejate, pe teritoriul sitului au mai fost identificate 11 specii de plante, 1 specie de mamifere, 3 specii de nevertebrate.